# Acrocampsa pallipes
Acrocampsa pallipes är en insektsart som först beskrevs av Fabricius 1787.  Acrocampsa pallipes ingår i släktet Acrocampsa och familjen dvärgstritar. Inga underarter finns listade i Catalogue of Life.